# Збероая (Румунія)
Збероая (рум. Zberoaia) — село у повіті Ясси в Румунії. Входить до складу комуни Горбан.
Село розташоване на відстані 314 км на північний схід від Бухареста, 42 км на південний схід від Ясс.

## Населення
За даними перепису населення 2002 року у селі проживали 355 осіб, усі — румуни. Усі жителі села рідною мовою назвали румунську.